# Liste der Baudenkmäler in Marienmünster
Die Liste der Baudenkmäler in Marienmünster enthält die denkmalgeschützten Bauwerke auf dem Gebiet der Stadt Marienmünster im Kreis Höxter in Nordrhein-Westfalen (Stand: Januar 2021). Diese Baudenkmäler sind in der Denkmalliste der Stadt Marienmünster eingetragen; Grundlage für die Aufnahme ist das Denkmalschutzgesetz Nordrhein-Westfalen (DSchG NRW).

| Bild                                                                                   | Bezeichnung                                                                            | Lage                                                             | Beschreibung | Bauzeit        | Eingetragen seit  | Denkmal- nummer |
| -------------------------------------------------------------------------------------- | -------------------------------------------------------------------------------------- | ---------------------------------------------------------------- | --- | -------------- | ----------------- | --------------- |
| weitere Bilder                                                                         | Abteikirche des ehem. Benediktiner Klosters                                            | Münsterbrock Karte                                               | | 1128           | 26. Januar 1987   | AM 1            |
|                                                                                        | Konventsgebäude des 19. Jahrhunderts                                                   | Münsterbrock                                                     | | 1800 ff        | 26. Januar 1987   | AM 2            |
| Konventsgebäude                                                                        | Konventsgebäude                                                                        | Münsterbrock Abtei 3 Karte                                       | | 1669           | 26. Januar 1987   | AM 3            |
| Konventsgebäude                                                                        | Konventsgebäude                                                                        | Münsterbrock Abtei 6 Karte                                       | |                | 26. Januar 1987   | AM 4            |
| Forsthaus                                                                              | Forsthaus                                                                              | Münsterbrock Abtei 10 Karte                                      | |                | 26. Januar 1987   | AM 5            |
| Klosterkrug                                                                            | Klosterkrug                                                                            | Münsterbrock Abtei 1 Karte                                       | |                | 13. Dezember 1988 | AM 6            |
| Historisches Windrad                                                                   | Historisches Windrad                                                                   | Altenbergen Karte                                                | |                | 26. Januar 1987   | A 1             |
| BW                                                                                     | Ziegelfachwerkbau                                                                      | Born Born Haus-Nr. 22 Karte                                      | Kleiner Ziegelfachwerkbau mit Schwelle-Ständer-Verstrebungen auf Ziegelsockel unter mit Pfannen gedecktem Satteldach |                | 18. Juli 2001     | Born 1          |
| BW                                                                                     | Große historische Hofstelle                                                            | Born Born Haus-Nr. 34 Karte                                      | mit hinter dem Wirtschaftshof giebelständigem Bauernhaus (bez. 1669) und einem westlich liegenden Leibzuchtgebäude von 1751 |                | 10. Februar 2005  | Born 3          |
| weitere Bilder                                                                         | Vierständer-Fachwerk-Giebelhaus                                                        | Bredenborn Höxterstr. 9 Karte                                    | mit reich geschmücktem Dielentor datiert 1798 | 1798           | 12. Januar 1987   | Brd 1           |
| weitere Bilder                                                                         | Zweigeschossiges Steinhaus                                                             | Bredenborn Höxterstr. 17 Karte                                   | Inschrift: SCHOLA AEDIFICATA ANO 1843 | 1843           | 26. Januar 1987   | Brd 2           |
| Steinerner Bildstock                                                                   | Steinerner Bildstock                                                                   | Bredenborn                                                       | in Baldachinform, mit Lamm Gottes und Darstellung des hl. Johannes | 1600 ff        | 26. Januar 1987   | Brd 3           |
| weitere Bilder                                                                         | Katholische Pfarrkirche St. Josef                                                      | Bredenborn Höxterstr. Karte                                      | | 1861           | 26. Januar 1987   | Brd 4           |
| weitere Bilder                                                                         | Kapelle am Fahrenberg                                                                  | Bredenborn Karte                                                 | Kapelle der „Schmerzhaften Mutter“ | 1900 ca.       | 26. Januar 1987   | Brd 5           |
| weitere Bilder                                                                         | Agatha-Kapelle                                                                         | Bredenborn Alter Brakeler Weg Karte                              | Außerhalb des Ortes in der Feldmark „Auf der Heide“ steht die Agatha-Kapelle. In ihr befand sich ursprünglich die Muttergottesstatue (sie steht heute in der Kirche), aktuell steht dort eine Statue der Mutter Gottes von Lourdes. Die Kapelle ist Station der Sakramentsprozession an Fronleichnam. | 1914           | 26. Januar 1987   | Brd 6           |
| weitere Bilder                                                                         | Josefskapelle                                                                          | Bredenborn Nieheimer Str. Karte                                  | Von den Bürgern Bredenborns zu Ehren ihres Schutzpatrons errichtet, weil der Ort von kriegsbedingten Zerstörungen verschont blieb. | 1945           | 26. Januar 1987   | Brd 7           |
| weitere Bilder                                                                         | Marienkapelle                                                                          | Bredenborn Sommerseller Str. Karte                               | Kapellenbau mit Satteldach und Sollingplatten gedeckt; offizielle Bezeichnung „Liebfrauenkapelle“. Nachdem 51 Dorfbewohner 1676 an einer Krankheit verstarben, gelobten die Bredenborner, an sechs aufeinanderfolgenden Jahren zu Mariä Himmelfahrt eine Bittprozession zu der Liebfrauenkapelle zu unternehmen. Die Tradition besteht bis zum heutigen Tag. | 1700           | 26. Januar 1987   | Brd 8           |
| Sandsteinernes Kreuz                                                                   | Sandsteinernes Kreuz                                                                   | Bredenborn Liboristraße Karte                                    | Das Kreuz mit ausladendem Fuß und Inschrift 1821 erinnert an Hermann Meier, der im Juni 1821 hier mit seinem Pferdefuhrwerk verunglückte. | 1821           | 26. Januar 1987   | Brd 9           |
| weitere Bilder                                                                         | Wegekapelle „Am großen Gott“                                                           | Bredenborn Sommerseller Straße Karte                             | Das Kreuz in der kleinen Kapelle erinnert an die im Spätmittelalter wüst gefallene Siedlung Bruchhausen. |                | 26. Januar 1987   | Brd 10          |
| weitere Bilder                                                                         | Liborikapelle                                                                          | Bredenborn Liboristraße Karte                                    | Der Bau der Kapelle zu Ehren des heiligen Liborius begann bereits 1812, sie wurde am 3. Juli 1816 eingeweiht und ist seit 1817 Station der Liboriprozession. | 1816           | 13. Dezember 1988 | Brd 11          |
| Großer Vierständerbau                                                                  | Großer Vierständerbau                                                                  | Bredenborn Königstraße 22 Karte                                  | | 1853           | 3. November 1988  | Brd 12          |
| weitere Bilder                                                                         | Königsstraße 23                                                                        | Bredenborn Königstraße 23 Karte                                  | typisches ostwestfälisches Längsdeelenhaus in Vierständerbauweise. Das über zwei Stockwerke gehende Tor an der Giebelfassade reich mit Inschriften geschmückt. Das Giebelfachwerk mit naturroten Ziegelsteinen in verschiedenen Mustern ausgemauert. Südwestlicher Anbau eines Wohntraktes. 2. Hälfte 19. Jh. | 1700 ca.       | vorläufig         |                 |
| weitere Bilder                                                                         | Alte Vikarie                                                                           | Bredenborn Höxterstraße 19 Karte                                 | Giebelständiger, zweigeschossiger Fachwerkbau | 1852           | 15. Juni 2004     | Brd 13          |
| weitere Bilder                                                                         | Kapelle Eilversen                                                                      | Eilversen Dorfmitte Eilversen Karte                              | | 1853           | 26. März 1987     | E 1             |
| weitere Bilder                                                                         | Kapelle Großenbreden                                                                   | Großenbreden Dorfmitte Großenbreden Karte                        | | 1747           | 26. Januar 1987   | G 1             |
| weitere Bilder                                                                         | Kath. Kirche St. Johannes Baptist                                                      | Kollerbeck Kreuzungspunkt Hauptstr./Pyrmonter Str. Karte         | | 1857–1860      | 26. Januar 1987   | Ko 1            |
| Hochaltaraufsatz des späten 17. Jh.                                                    | Hochaltaraufsatz des späten 17. Jh.                                                    | Kollerbeck Kreuzungspunkt Hauptstr./Pyrmonter Str. Karte         | | spätes 17. Jh. | 14. Mai 1992      | Ko 2            |
| Einbogige Bruchsteinbrücke mit Steinbrüstung, vermutlich aus der 2. Hälfte des 19. Jh. | Einbogige Bruchsteinbrücke mit Steinbrüstung, vermutlich aus der 2. Hälfte des 19. Jh. | Kollerbeck Mühlenweg Karte                                       | |                | 14. Mai 1992      | Ko 3            |
| Bruchsteinbrücke mit Steinbrüstung, vermutlich aus der 2. Hälfte des 19. Jahrhunderts. | Bruchsteinbrücke mit Steinbrüstung, vermutlich aus der 2. Hälfte des 19. Jahrhunderts. | Kollerbeck westl. von Kollerbeck im Zuge der K 70 Karte          | |                | 6. Mai 1994       | Ko 4            |
| Lateinische Deelentorsturzriegel-Inschrift von 1661                                    | Lateinische Deelentorsturzriegel-Inschrift von 1661                                    | Kollerbeck Hauptstraße 27 Karte                                  | | 1661           | 9. Juni 2000      | Ko 4            |
| Historische Grenzsteine                                                                | Historische Grenzsteine                                                                | Kollerbeck Stadtgrenze zu Lippe                                  | Historische Grenzsteine der Grafschaft bzw. des Fürstentums Lippe |                | 6. Juni 2012      | Ko 5            |
| weitere Bilder                                                                         | Vierständer-Fachwerkhaus                                                               | Löwendorf Löwendorf 7 Karte                                      | Vierständer-Fachwerk-Giebelhaus mit beidseitigen Querbauten und Sollingsatteldächern |                | 26. Januar 1987   | L 1             |
| weitere Bilder                                                                         | Fachwerkgebäude (ehem. Synagoge)                                                       | Löwendorf Löwendorf 24a Karte                                    | ehemaliges jüdisches Gebäude | 1851           | 14. Februar 1990  | L 3             |
| weitere Bilder                                                                         | Judenfriedhof                                                                          | Löwendorf Friedhof Karte                                         | |                | 30. Mai 2008      | L 4             |
| weitere Bilder                                                                         | Fachwerkhaus                                                                           | Löwendorf Löwendorf 8 Karte                                      | | 1806           | 6. März 2019      | L 5             |
| weitere Bilder                                                                         | Oldenburg (Hoher mittelalterlicher Steinbau)                                           | Münsterbrock Oldenburg Karte                                     | mit vier Geschossen und Krüppelwalmdach, 1681 von Hermann Werner von der Asseburg restauriert; Inschrift und Wappentafel über dem Portal |                | 26. Januar 1987   | M 1             |
| Vierständer-Fachwerk-Giebelhaus                                                        | Vierständer-Fachwerk-Giebelhaus                                                        | Münsterbrock Münsterbrock 57 Karte                               | mit reich geschmücktem Dielentor und Ziegelzierausfachung | 1836           | 26. Januar 1987   | M 2             |
| weitere Bilder                                                                         | Hovekapelle                                                                            | Münsterbrock Karte                                               | Kleiner Bruchsteinbau mit polygonalem Abschluss |                |                   | M 3             |
| weitere Bilder                                                                         | Pius-Kreuz, bez. 1869                                                                  | Münsterbrock Wanderweg Richtung Münsterbrock am Dickenberg Karte | |                | 26. Januar 1987   | M 4             |
| weitere Bilder                                                                         | Kath. Kirche St. Kilian                                                                | Vörden Marktstraße Karte                                         | Inschrifttafel von 1576 ein Neubau 1899 | 1899–1901      | 26. Januar 1987   | V 1             |
| weitere Bilder                                                                         | Anstelle einer ehem. Burg in 1730 errichtetes barockes Herrenhaus mit Mittelrisalit    | Vörden Marktstraße 20/22 Karte                                   | | 1734           | 26. Januar 1987   | V 2             |
| weitere Bilder                                                                         | Kreuzweg von 1857 bzw. 1919 und 1928. Vollständige Kreuzweganlage 14 Stationen         | Vörden Weg zum Hungerberg Karte                                  | | 1857           | 26. Januar 1987   | V 3             |
| weitere Bilder                                                                         | Bildstock                                                                              | Vörden Pohlstraße an der Scheune Weber Karte                     | Frühbarock translocierter Bildstock mit Inschrift an Vorder und Seitenansichten |                | 26. Januar 1987   | V 4             |
| weitere Bilder                                                                         | Judenfriedhof                                                                          | Vörden Im Hogge Karte                                            | |                | 13. Dezember 1988 | V 5             |
| weitere Bilder                                                                         | Katholische Kirche St. Kilian                                                          | Vörden Karte                                                     | Ausstattungsstücke 1.Chorgestühl, zweiteilig, a. viersitzig, b. zweisitzig mit Durchgang, beide Teile mit Dorsale. Vorderpulte zu a. zusammenhängend, zu b. zweiteilig. Zugehörige Wandbretter mit Füllungen. 2. Kommunionbank, zweite, jeweils 3 Füllungsfelder mit Schnitzwerk, vorgestellte Spiralsäulen, einstufiges Podest. 3. Kanzelfuß, kannelierte Säule auf achteckigem Podest mit eingetieften Feldern. 4. Zwei Liedanschlagtafeln, fünf- bzw. vierzeilige, oberes Abschlussgesims halbkreisförmig ausgebildet, im Giebelfeld Puttenkopf.          |                | 13. Dezember 1988 | V 6             |
| weitere Bilder                                                                         | Großes Brunnenbecken                                                                   | Vörden Dorfplatz/Marktplatz Karte                                | aus einzelnen Steinelementen und aufgelegtem profilierten Rand | 1883           | 14. Mai 1992      | V 7             |
| weitere Bilder                                                                         | Kapelle zur Schmerzhaften Mutter auf dem Hungerberg                                    | Vörden auf dem Hungerberg Karte                                  | •zwei Seitenaltäre ähnliche Holzeinbauten mit zum Hochaltar passender Farbfassung, ohne Mensa und Stipes. Möglicherweise in der Erbauungszeit der Kapelle aus Teilen der Rückwand eines barocken Chorgestühls zusammengebaut. •Kommunionbank, Holz, farbige Fassung wie Altäre •Gemälde mit Halbfigur des hl. Kilian in Medaillonrahmung. •Holzrelief, farbig gefasst, mit ganzfiguriger Darstellung der Heiligen Petrus und Paulus. Ende des 17. Jh. •vier Kunstglasfenster, farbig, mit Darstellung der Heiligen Petrus, Paulus, Helena und Hubertus, 1928 |                | 6. Mai 1994       | V 8             |
| weitere Bilder                                                                         | Kath. Pfarrkirche St. Kilian (Ausstattungsstücke)                                      | Vörden Marktstraße Karte                                         | 1. Hochaltar, bez. 1612; 2. Seitenaltar, bez. 1924; 3. Triumphkreuz |                | 15. Juni 2004     | V 9             |
| weitere Bilder                                                                         | Pfarrhaus mit Scheunengebäude und Natursteinmauern                                     | Vörden Marktstraße 13 Karte                                      | |                | 17. Februar 2012  | V 10            |